# Ноффке, Вернер Эрнст
В(ернер) Э(рнст) Ноффке (инициалы использовались чаще, чем собственно имя — англ. W. E. Noffke; 1878—1964) — канадский архитектор.

## Деятельность
Специализировался в жилой архитектуре, работал в городе Оттава, столице Канады, где соорудил немало домов в первой половине XX века, среди которых — немало архитектурных достопримечательностей города, в стиле эклектизма, нередко со средиземноморским влиянием («стиль прерий», «стиль испанского колониального возрождения»).
Бо́льшая часть его домов расположена в центральной части города (районы Глиб, Лоуэртаун, Даунтаун). Также спроектировал ряд общественных зданий, в том числе Центральный почтамт Оттавы, Шампанские бани, несколько посольств, церкви.

## Работы

Здания в Оттаве
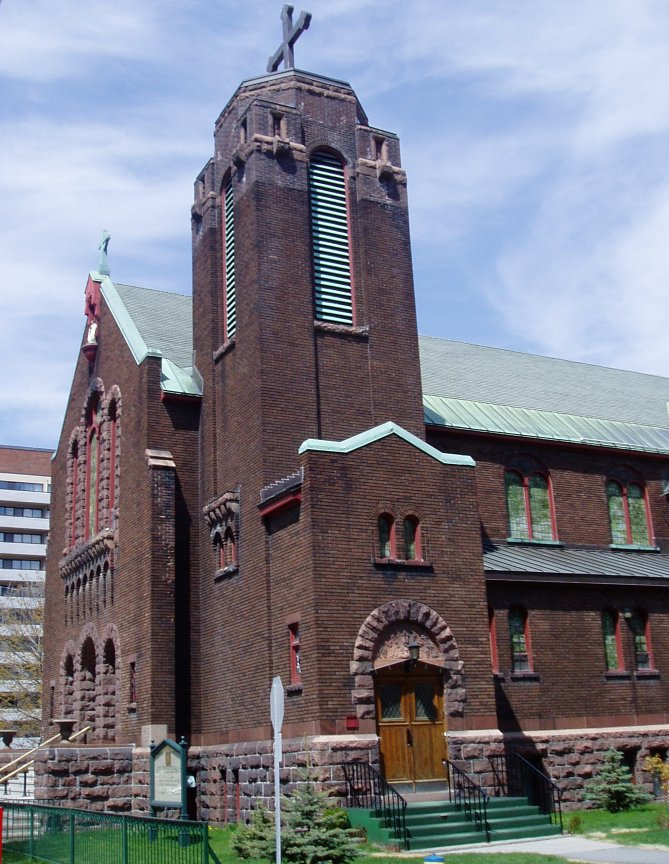
Католическая церковь св. Терезы
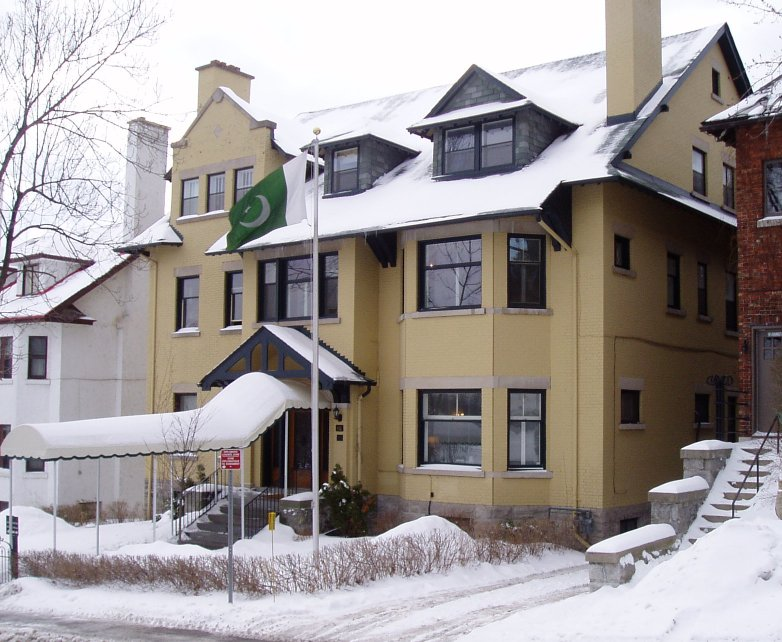
Посольство Пакистана в Канаде
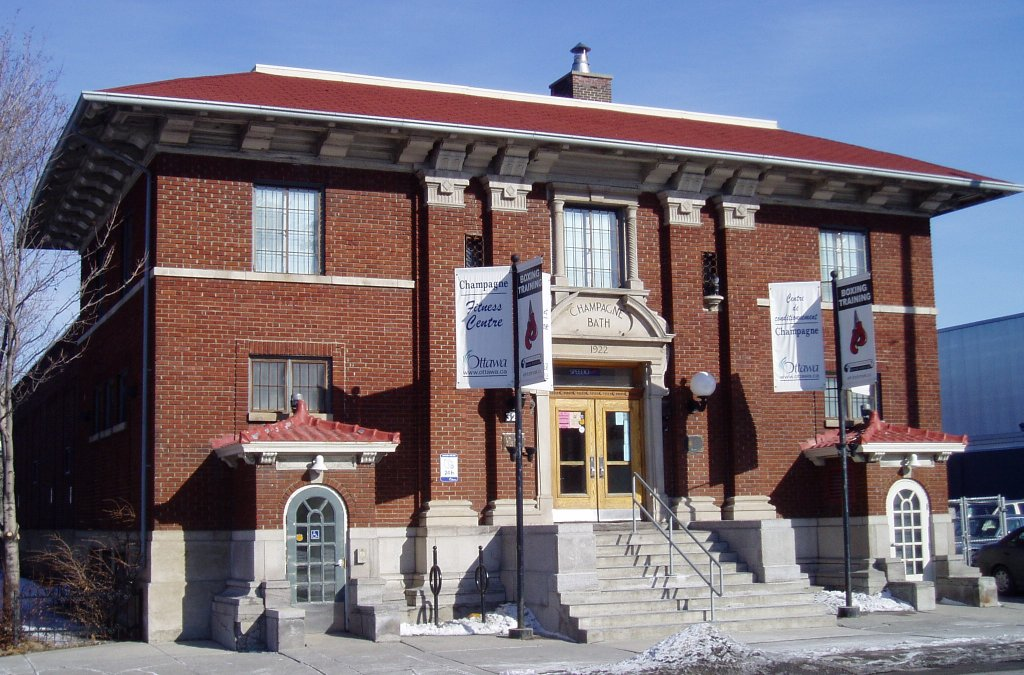
Шампанская баня, Кинг-Эдвард-авеню
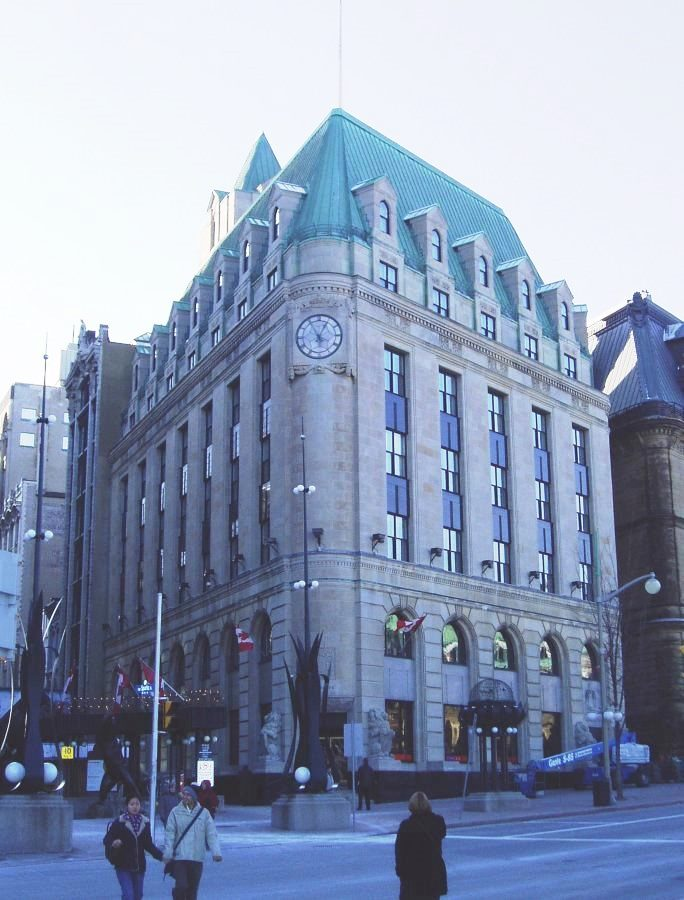
Центральный почтамт